# Louis II de La Trémoille (1612-1666)
Pour les articles homonymes, voir Louis II.
Ne doit pas être confondu avec Louis II de La Trémoille.
Louis II de La Trémoille, marquis, puis duc de Noirmoutier (1612-1666), souvent appelé simplement « Noirmoutier », fut le fils de Louis Ier, marquis de Noirmoutier (lui-même fils de François (II) et petit-fils de Claude de La Trémoïlle-Noirmoutier) et de Lucrèce, fille de Vincent Bouhier, baron de Plessis-aux-Tournelles. Demi-frère utérin de François-Marie de L'Hospital, duc de Vitry (fils de Lucrèce Bouhier remariée au maréchal de Vitry), et cousin germain de Charles II, duc de La Vieuville (fils de Marie Bouhier, la sœur de Lucrèce).

## Titres

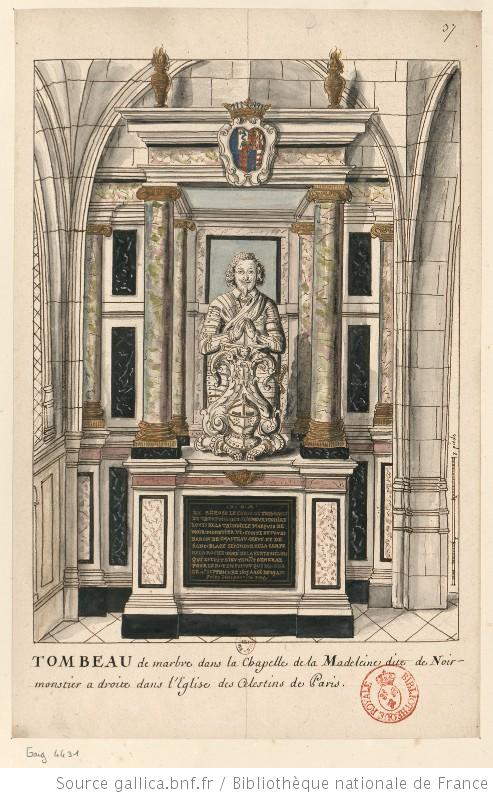
L'orant de son père en l'église des Celestins de Paris.

Il appartient à la grande maison de La Trémoille, il est né le 25 décembre 1612, marquis puis en mars 1650 : duc de Noirmoutier(s), en février 1657 : duc de Montmirail et vicomte de Thouars, pair de France (lettres patentes pour Noirmoutier de mars 1650, non enregistrées), maréchal de camp. il est mort le 12 octobre 1666. Premier baron de Bretagne par sa baronnie de Vitré. Noirmoutier (dont la terre fut érigée en marquisat en 1584) mène d'abord carrière dans les armes.

## Biographie
C'est un homme de guerre intrépide qui participe à de nombreux sièges et batailles. Faisant ses premières armes en 1635 à la bataille d'Avesnes, fait prisonnier par les Bavarois de 1643 à 1644, après la défaite française de Dütlingen en 1642. Après sa libération il prend la tête du régiment de Noirmoutiers avec lequel il se distingue à la bataille de Lens, en 1648. Il est fait maréchal de camp après le siège de Perpignan. Il était avec le maréchal de Villeroy au siège de La Mothe puis avec le duc d'Orléans lors de la prise d'Armentières, du Quesnoy. Gouverneur d'Anjou en 1643, il participait au sièges de Courtray et de Dunkerque avant d'être blessé à Dixmude.
C'est au cours de la Fronde que sa carrière va s'infléchir. D'abord lié à Gondi (plus connu sous le nom de cardinal de Retz) et à la duchesse de Longueville, avec La Rochefoucauld, il convainc le prince de Conti et le duc de Longueville de rallier la Fronde parlementaire.
Pendant le siège de Paris, à la tête de cinq cents à un millier de chevaux, il participe à de nombreuses et audacieuses sorties pour frayer la voie au ravitaillement de Paris. Au cours d'une de ces sorties, La Rochefoucauld, qui s'était porté vers lui pour couvrir un convoi de vivres que Noirmoutier escortait, fut attaqué par les troupes loyalistes du comte de Grancey. La Rochefoucauld se plaint que Noirmoutier aurait continué sa route vers Paris sans lui porter secours. La Rochefoucauld y fut blessé d'un coup de mousquet à la gorge.
Noirmoutier est caractéristique de ce mélange de caractère guerrier et galant qui s'épanouit sous la Fronde, le cardinal de Retz, dans ses Mémoires est témoin d'une scène :

« Noirmoutier, qui avoit été fait la veille lieutenant général, sortit avec cinq cents chevaux de Paris pour pousser des escarmoucheurs des troupes que nous appelions du Mazarin, qui venoient faire le coup de pistolet dans les faubourgs. Comme il revint descendre à l’Hôtel de ville, il entra avec Matha, Laigue et La Boulaie, encore tous cuirassés, dans la chambre de Mme de Longueville, qui étoit toute pleine de dames. Ce mélange d’écharpes bleues, de dames, de cuirasses, de violons, qui étoient dans la salle, de trompettes qui étoient dans la place, donnoit un spectacle qui se voit plus souvent dans les romans qu’ailleurs. Noirmoutier, qui étoit grand amateur de l'Astrée, me dit : je m’imagine que nous sommes assiégés dans Marcilli. »

À la suite de la paix de Rueil, Noirmoutier bénéfice d'une triple promotion : il est fait duc à brevet (duc non héréditaire), son titre de lieutenant général, acquis chez les Frondeurs, lui est confirmé enfin, il est fait gouverneur du Mont Olympe, forteresse proche de Charleville. On eut quelque peine à l'inclure dans l'amnistie des Frondeurs. La cour avait pris ombrage qu'il eût conduit l'armée espagnole commandée par Léopold-Guillaume de Habsbourg contre la France. Gondi estime qu'il lui est redevable de ces multiples grâces. Celui-ci lui reproche dès lors deux trahisons.
La première est anecdotique. Gondi est indisposé par une maladie vénérienne transmise par l'une de ses maîtresses. Il demande à Noirmoutier de lui trouver un médecin. Puis Gondi prêche, et fort bien, le jour de Noël, à Saint-Germain-l’Auxerrois, devant sa nouvelle maîtresse, la demoiselle de Chevreuse, fille de la duchesse de Chevreuse. Gondi raconte la suite de la scène : « Comme je sortis de chaire, Mlle de Chevreuse dit : “voilà un beau sermon.” Noirmoutier, qui étoit auprès d’elle, lui répondit : “vous le trouveriez bien plus beau, si vous saviez qu’il est si malade à l’heure qu’il est, qu’un autre que lui ne pourroit pas seulement ouvrir la bouche.” Il lui fit entendre la maladie à laquelle j’avois été obligé, l’avant-veille, en parlant à elle-même, de donner un autre tour. Vous pouvez juger du bel effet que cette indiscrétion, ou plutôt que cette trahison produisit. Je me raccommodai bientôt avec la damoiselle ; mais je fus assez idiot pour me raccommoder avec le cavalier, qui me demanda tant de pardons et qui me fit tant de protestations, que j’excusai ou sa passion ou sa légèreté. »
La seconde trahison est plus grave. Tout en lui protestant de son indéfectible fidélité personnelle, Noirmoutier passe bientôt du côté du cardinal Mazarin au moment du projet de mariage de la demoiselle de Chevreuse et du prince de Conti (projet avorté par la suite). Noirmoutier l'a-t-il véritablement trahi ou s'est-il lassé des procédés du Coadjuteur ? Leurs relations sont alors devenues distantes.

## Mariage et descendance
Noirmoutier avait épousé le 30 novembre 1640 Renée Aubery (fille de Jean Aubery seigneur de Tilleport, Conseiller d'État). Tallemant des Réaux la décrit ainsi : « cette Mme Aubry estoit fort agréable, avoit le teint beau, la taille jolie et estoit fort propre, mais elle ne pouvoit pas passer pour belle ; en récompense, elle ne manquoit point d'esprit, et chantoit si bien qu'elle ne cedoit qu'à Mlle Paulet. »
Renée est morte le 20 février 1679. 

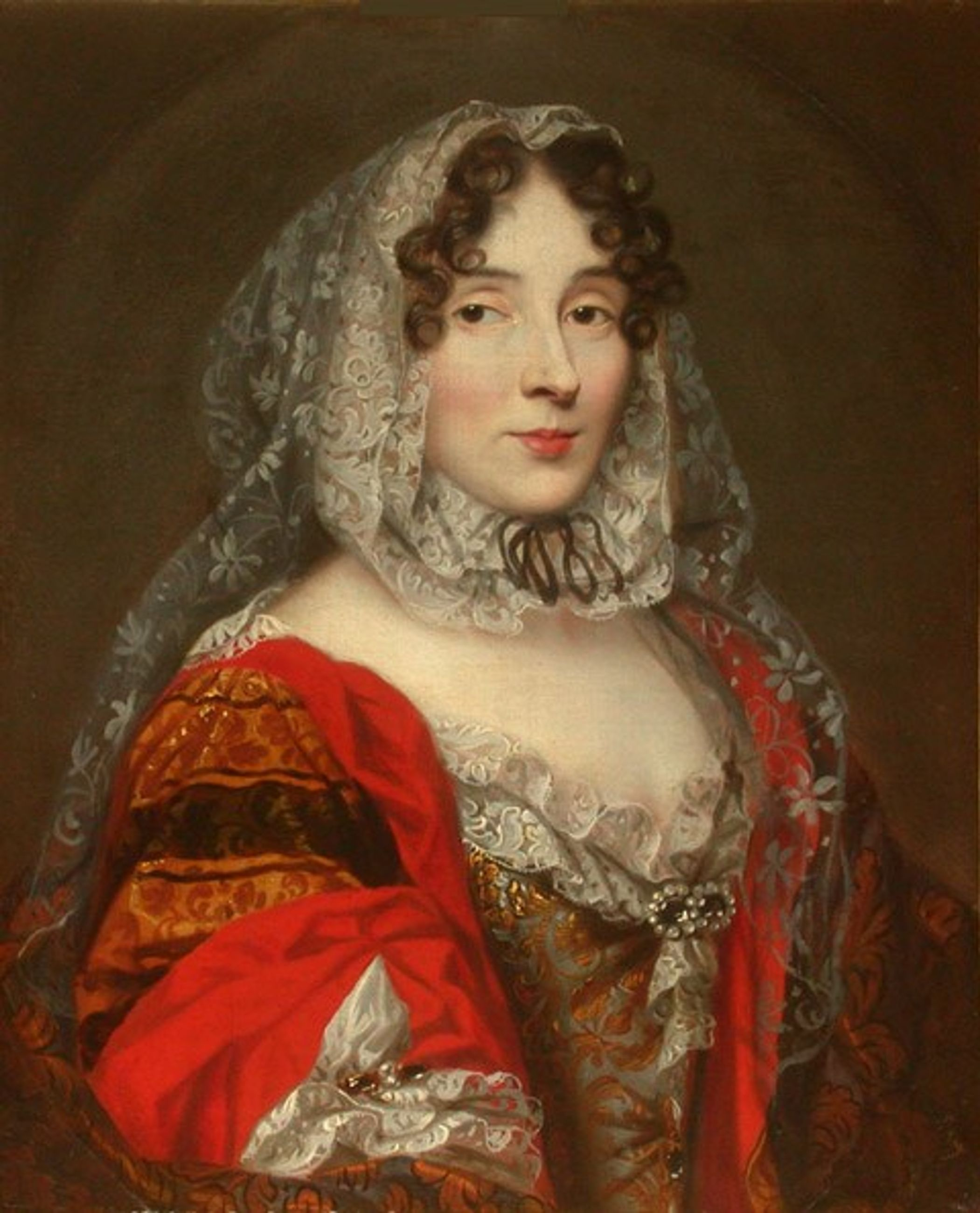
Anne-Marie de La Trémoille

- Le couple eut 9 enfants dont notamment une fille, Marie-Anne, la princesse des Ursins (1642-1722), amie de Madame de Maintenon. Le 1° mari de Marie-Anne, le prince de Chalais (mort en 1670), et le frère cadet de cette princesse, Louis-Alexandre, marquis de la Trémoille (mort en 1667), durent s'exiler en Espagne, à la suite du duel avec seconds où le marquis Henri d'Antin, frère du mari de Mme de Montespan, laissa la vie (1663). Après la mort de Chalais, Marie-Anne se remaria à Rome avec le prince Orsini, duc de Bracciano, et y devint un personnage important, défendant les intérêts de la France à Rome.

Plus tard, veuve, elle devint Camarera Mayor de la nouvelle Reine d'Espagne (1701), parvint à dominer le couple royal, tout en mettant de l'ordre dans les finances espagnoles, l'étiquette de la cour, et en luttant contre l'influence de l'Inquisition. L'histoire ne sera pas clémente envers cette femme : Saint-Simon la dépeint comme une intrigante dans quelques-unes de ses plus belles pages et se délecte de raconter sa disgrâce - il méconnaît son rôle plus que positif en faveur de la France et dans l'intérêt de l'Espagne.
- Un autre enfant, Antoine-François de La Trémoille (1652-1733), duc de Royan, ami de Saint-Simon, fit construire, par Jean Courtonne, l'hôtel de Noirmoutier, élégant hôtel particulier qui est aujourd'hui la résidence du préfet de la région Île-de-France, rue de Grenelle à Paris.
- Louise-Angélique (1655-1698) devint princesse de Belmonte en épousant Antonio Lante della Rovere (1648-1716), fils d'Ippolito (1618-1688) Lante della Rovere.
- Joseph-François (1658-1720), devint cardinal, évêque de Bayeux, archevêque de Cambrai.

### Sources et bibliographie
- Cardinal de Retz, Mémoires, Paris, Gallimard, La Pléiade, 1984
- Marie d’Orléans, duchesse de Nemours, Mémoires, Paris, Le Temps Retrouvé-Mercure, 1957-1990